# Methods-Time Measurement
MTM (von engl. methods-time measurement, in Deutsch auch Arbeitsablauf-Zeitanalyse, AAZ) ist ein Verfahren zur Analyse von Arbeitsabläufen und Ermittlung von Plan- und Vorgabezeiten. Sie ist das am häufigsten eingesetzte „System vorbestimmter Zeiten“ im Arbeitsstudium.

## Geschichte
Ursprünglich befasste sich der Amerikaner Frank Bunker Gilbreth um 1910 mit dem Thema des menschlichen Bewegungsablaufes. Asa B. Segur gelingt es dann, den Gilbrethschen Therbligs Zeitwerte zuzuordnen. Damit lassen sich Bewegungsabläufe quantitativ bewerten. Segur veröffentlicht 1926 seine Arbeit unter dem Titel „Motion Time Analysis“ (MTA).
Bis 1940 erarbeitete Herold Bright Maynard mit John Schwab und Gustave Stegemerten die Grundlagen des MTM. Maynard gründet 1951 schließlich in New York die „U. S. MTM Association for Standards and Research“, dem die drei die Rechte übertrugen. Um 1950 wurde das Verfahren in Schweden als erstem Land in Europa eingeführt. 1957 erfolgte die Gründung der Schweizerischen MTM Vereinigung, 1962 die der Deutschen MTM Vereinigung.

## Einsatzbereich
MTM wird – hauptsächlich im industriellen Umfeld – zur Planung manueller Arbeitsabläufe eingesetzt. Besonders für die Massenfertigung ist es wichtig, schon während der Planungsphase zu ermitteln, wie lange ein Mensch für bestimmte Tätigkeiten benötigt.
Gerade in Planungsprozessen findet MTM seine Begründung, da zum Erstellen einer Analyse lediglich Kenntnisse über den Aufbau des Arbeitssystems sowie eine Vorstellung vom geplanten Arbeitsablauf notwendig sind. Im Gegensatz zur Zeitaufnahme mittels Stoppuhr ist es zur Anwendung der MTM-Verfahren nicht notwendig einen existierenden Prozess vorzufinden.

## Vorgehensweise
Bei Anwendung von MTM werden sämtliche vom Menschen ausgeführten Bewegungen auf bestimmte Grundbewegungen zurückgeführt, für die die benötigte Zeit bekannt ist. Die kleinsten Bewegungselemente sind dabei in MTM-1 erfasst, die den Arbeitsablauf in Bewegungselemente wie „Hinlangen“, „Greifen“, „Bringen“, „Fügen“, „Loslassen“, ergänzt um Bewegungselemente wie „Gehen“, „Beugen/Bücken“, „Visuelle Kontrolle“ etc. aufteilt. Zu diesen Grundbewegungselementen sind in Tabellen empirisch mit Hilfe von Zeitlupenaufnahmen ermittelte Zeiten hinterlegt, meist noch in Abhängigkeit weiterer Parameter, wie die mit der Bewegung zurückgelegten Entfernung. Sie sind bei MTM-1 auf Englisch mnemotechnisch codiert (zum Beispiel „R“ für Reach [Hinlangen]).
Hier findet sich ein weiterer Vorteil des MTM: Durch weltweit einheitliche Codierung der Bewegungselemente ist es möglich, eine Analyse zu erzeugen, die von entsprechend geschulten Mitarbeitern rund um die Welt gelesen und nachvollzogen werden können. Somit lassen sich in einem Unternehmen die Anwendung einheitlicher Verfahren und Methoden realisieren, die einerseits einheitliche Qualitätsstandards und andererseits vergleichbare Aufwände quantifizierbar machen.
Es wird davon ausgegangen, dass die per MTM ermittelte Zeit derjenigen entspricht, die von einem durchschnittlichen geübten Beschäftigten über einen ganzen Arbeitstag hinweg erreicht werden kann. Über die Frage, ob MTM-Zeiten dauerhaft unterschritten werden können gibt es unterschiedliche Auffassungen.
Die bei MTM-Analysen verwendete Zeiteinheit ist die Time Measurement Unit. 1 TMU entspricht 0,036 Sekunden, sodass 100.000 TMU einer Stunde entsprechen.

## Verdichtete Verfahren zur vereinfachten Anwendung
Aufbauend auf MTM-1 gibt es verdichtete Verfahren, die in einem ersten Schritt die Grundbewegungselemente aus MTM-1 zusammenfassen (beispielsweise „Aufnehmen und platzieren“, das sich aus dem „Hinlangen, Greifen, Bringen, Fügen und Loslassen“ eines Teils zusammensetzt) und somit eine schnelle und häufig ausreichend genaue Analyse von Arbeitsabläufen ermöglicht.
Neben der Zusammenfassung von Bewegungselementen werden bei diesen Verfahren systematisch Daten so verdichtet, dass einerseits die in MTM-1 praktizierte Beidhand-Analyse (linke und rechte Hand werden nach festen Regeln getrennt analysiert) und andererseits die Genauigkeit von Parametern wie zum Beispiel Greifentfernung und Fügegenauigkeit auf ein Mindestmaß herunter gebrochen werden kann.
Mit diesen übergeordneten Methoden kann relativ schnell die Dauer komplexerer Arbeitsabläufe ermittelt werden, wobei die Genauigkeit systembedingt wegen der größeren und vielleicht nicht immer exakt passenden Bausteine erst ab einem gewissen Analyseumfang eine ausreichende statistische Absicherung erhält. Diese ergibt sich aus dem Ausgleich der Einzelfehler nach dem Gauß’schen Fehlerausgleichsgesetz, wonach der Gesamtfehler geringer ist als die Summe der Einzelfehler.
Häufig verwendete Systeme dieser Art sind unter den Bezeichnungen UAS (Universelles Analysier-System) für die Serienfertigung und MEK (MTM in der Einzel- und Kleinserienfertigung) bekannt.
Aufbauend auf diesen verdichteten Verfahren existieren Tabellen mit voranalysierten Abläufen für typische Montagetätigkeiten wie zum Beispiel „Schrauben“, „Normteile montieren“ etc.
In diesen sind neben gewichteten Methoden für ein Verfahren auch Prozesszeiten für unbeeinflussbare Tätigkeiten oder statische Haltearbeit standardisiert enthalten.
Über die bereits durch die MTM-Gesellschaft verdichteten Wertetabellen werden bei den Anwendern in der Regel weitere Verdichtungsstufen zur Abbildung unternehmensspezifischer Prozesse gebildet, die es dem Anwender ermöglichen vereinfacht die eigenen Abläufe zu analysieren.
MTM wird nicht nur in der Planung eingesetzt, sondern zudem zur Bewertung bestehender Arbeitsplätze. Die per MTM ermittelte Tätigkeitsdauer kann zum Beispiel als Grundlage für ein Leistungsentgelt wie beispielsweise Akkordarbeit verwendet werden.
Alternativ zu den Verdichtungen kann der Analyseaufwand durch rechnerunterstützte Arbeitsweisen reduziert werden, wobei gleichzeitig eine vereinfachte Dokumentation der Handlungen bzw. von umfassenden Projektdaten möglich ist; beispielsweise TiCon4 der Deutschen MTM-Gesellschaft oder ILMOPLAN (Interaktive Layout- und Montageplanung).

## Anforderungen an den Anwender
Eine korrekte Anwendung der MTM-Methode erfordert die Auswahl des richtigen Verfahrens, der eine genaue Betrachtung des sogenannten Methodenniveaus im Arbeitssystem vorausgeht.
Hierzu gehört neben der Betrachtung der Wiederholhäufigkeit einzelner Verrichtungen der Organisationsgrad im Arbeitssystem sowie das Vorkommen von Prozesszeiten und statischer Haltearbeit, die sich mit den MTM-Verfahren direkt nicht analysieren lassen. Wo dem MTM-Verfahren Grenzen gesetzt sind, können Analysen durch Daten aus anderen Verfahren, wie Zeitstudien (beispielsweise nach REFA), Maschinendatenblätter, Vergleichen und Schätzen etc. ergänzt werden.
Nicht zuletzt ist es dem Anwender nur nach einer umfangreichen Ausbildung möglich, die Verfahren richtig anzuwenden, da der Anwender an zahlreichen Beispielen üben muss, um Ergebnisse zu erhalten, die vergleichbar und reproduzierbar sind. Letztlich ist eine genaue Beschreibung des Arbeitsablaufes zur richtigen Analyse erforderlich. Im Idealfall sollten zwei Personen, die eine gleiche Tätigkeit per MTM analysieren, ein gleiches Ergebnis erhalten.

## MTM, Entgelt-Rahmentarifvertrag und Betriebsverfassungsgesetz
Im jeweiligen regionalen Entgelt-Rahmentarifvertrag der Metall- und Elektroindustrieindustrie ist geregelt, dass im Zeitentgelt keine Leistungsdaten (z. B. MTM-Zeiten) vorgegeben werden dürfen – mit Ausnahme allgemeiner Arbeitsvorschriften. Dagegen ist es im Rahmen der tariflichen Regelungen im Leistungsentgelt zulässig, Leistungsdaten (z. B. MTM-Zeiten) vorzugeben. Hierbei besteht ein Mitbestimmungsrecht des Betriebsrates nach § 87 Abs. 1 Ziff. 11 des Betriebsverfassungsgesetzes. Nach dem jeweiligen regionalen Entgelt-Rahmentarifvertrag ist unter dem Begriff "Systeme vorbestimmter Zeiten" die Beteiligung bzw. Zustimmung der IG Metall bei der Einführung von MTM erforderlich. Die IG Metall vertritt die Auffassung, dass MTM im Rahmen einer Betriebsvereinbarung zum Prämienentgelt bzw. Standardentgelt eingeführt werden kann, sofern sichergestellt ist, dass MTM-Zeiten nicht unterschritten werden und persönliche Zeiten Erholungszeiten vereinbart werden.

## Belege
1. 1 2  Deutsche MTM-Vereinigung e. V. (Hrsg.): MTM - Von Anfang an richtig. In: MTM-Homepage (Memento des Originals vom 31. Juli 2012 im Internet Archive)  Info: Der Archivlink wurde automatisch eingesetzt und noch nicht geprüft. Bitte prüfe Original- und Archivlink gemäß Anleitung und entferne dann diesen Hinweis., abgelesen: 21. Dezember 2011
2. ↑  Hartmut Meine, Richard Rohnert, Elke Schulte-Meine: Handbuch Arbeit-Entgelt-Leistung. Entgelt-Rahmentarifverträge im Betrieb. 8. Auflage. Bund Verlag, Frankfurt am Main 2022, ISBN 978-3-7663-7210-9, S. 419–422.
3. ↑  Holle, Wolfgang: Rechnerunterstützte Montageplanung – Montageplanung und Simultaneous Engineering. Hanser, München Wien 2002. ISBN 3-446-21986-2.
4. ↑  Hartmut Meine, Richard Rohnert, Elke Schulte-Meine, Stephan Vetter: Handbuch Arbeit-Entgelt-Leistung. Entgelt-Rahmentarifverträge im Betrieb. 8. Auflage. Bund Verlag, Frankfurt am Main 2022, ISBN 978-3-7663-7210-9, S. 410–437.